# فیل چپل
فیل چپل (انگلیسی: Phil Chapple؛ زادهٔ ۲۶ نوامبر ۱۹۶۶) بازیکن فوتبال اهل بریتانیا است.
از باشگاه‌هایی که در آن بازی کرده‌است می‌توان به باشگاه فوتبال کمبریج یونایتد، باشگاه فوتبال چارلتون اتلتیک، و باشگاه فوتبال پیتربورو یونایتد اشاره کرد.